# 泾惠渠灌区
泾惠渠灌区是中国陕西省咸阳市的一个灌区，其水源为泾河。工程建设于1930年－1935年。灌区设计面积90.3万亩，实际面积为87.3万亩，进水闸设计流量为46立方米每秒。